# Epifytie
Epifytie je označení pro hromadné nákazy zemědělských plodin a lesních kultur. Jsou závislé na vývoji klimatických podmínek v období vegetace. Epifytie v dnešní době svým dopadem neovlivní potravinový řetězec, proto se posuzují jako mimořádné události bez nárůstu do krizové situace. Dopady této mimořádné události jsou většinou jen místní a ekonomické. Doba trvání je závislá na rychlosti provedení rostlinolékařských opatření, či případné likvidace kultur.